# جاسوسی اسرائیل در نیوزیلند

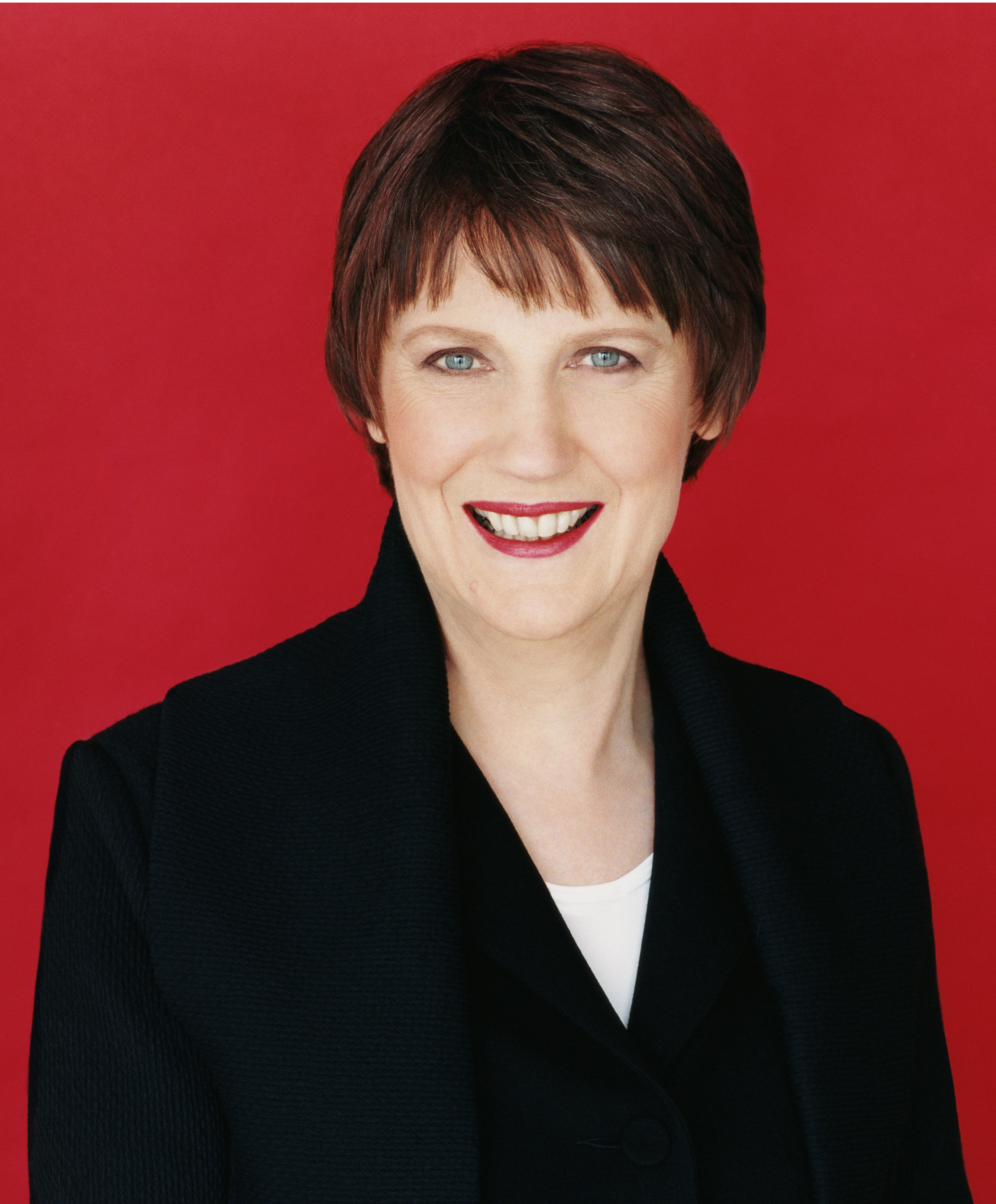
هلن کلارک نخست‌وزیر پیشین نیوزیلند

در تاریخ ۱۵ ژوئیه سال ۲۰۰۴، دولت نیوزیلند به خاطر جاسوسی مأموران موساد در آن کشور یک سری تحریم‌های سیاسی علیه دولت اسرائیل اعمال کرد. آوریل زوشا کلمان و الی کارا دو شهروند اسرائیلی و یهودی در نیوزیلند محاکمه و به جرم جاسوسی و جعل گذرنامهٔ نیوزیلند به زندان محکوم شدند. دولت نیوزیلند اعلام کرد شواهد محکمی در دست است که این دو نفر مأمور موساد هستند.
هلن کلارک نخست‌وزیر نیوزیلند در این زمینه گفت: دولت نیوزیلند نه تنها اقداماتی را که توسط مأموران اسرائیلی انجام شده‌است، کاملاً غیرقابل قبول می‌داند بلکه این اقدامات نقض حاکمیت ملی نیوزیلند و قوانین بین‌المللی نیز هستند.